# 超长柄茶
超长柄茶（学名：Camellia longissima）为山茶科山茶属的植物，为中国的特有植物。分布于中国大陆的广西等地，生长于海拔440米的地区，目前尚未由人工引种栽培。